# Атіл Мбаха
Атіл Мбаха (англ. Athiel Mbaha, нар. 5 грудня 1976, Віндгук) — намібійський футболіст, що грав на позиції воротаря, зокрема, за клуби «Африкан Старз», «Блу Вотерс» та «Юнайтед Африка Тайгерс», а також національну збірну Намібії.

## Клубна кар'єра
У дорослому футболі дебютував 1999 року виступами за команду клубу «Африкан Старз», в якій провів чотири сезони. 
Своєю грою за цю команду привернув увагу представників тренерського штабу клубу «Блу Вотерс», до складу якого приєднався 2003 року. Відіграв за команду з міста Волфіш-Бей наступні три сезони своєї ігрової кар'єри.
Згодом з 2006 по 2012 рік грав у складі команд клубів «Блек Леопардс», «Орландо Пайретс» (Віндгук), «Маріцбург Юнайтед», «Орландо Пайретс» (Віндгук) та «Рамблерс».
У 2012 році перейшов до клубу «Юнайтед Африка Тайгерс», за який відіграв 5 сезонів. Завершив професійну кар'єру футболіста виступами за команду «Юнайтед Африка Тайгерс» у 2017 році.

## Виступи за збірну
У 2005 році дебютував в офіційних матчах у складі національної збірної Намібії. Протягом кар'єри у національній команді провів у її формі 35 матчів.
У складі збірної був учасником Кубка африканських націй 2008 року у Гані.